# Podstrana
Podstrana je vesnice a opčina ležící na pobřeží v chorvatské Splitsko-dalmatské župě asi 8 kilometrů jižně od Splitu. Žije zde 9 129 obyvatel (údaj ze sčítání lidu 2011), 98,15 % z nich tvoří Chorvati. Počet obyvatel od roku 1971 prudce stoupá, v roce 2021 přesáhl deset tisíc.

## Sídla
Celá opčina zahrnuje oficiálně pouze jedno samostatné sídlo, a to Podstranu samotnou. Kromě vlastní vesnice k opčině náleží i sídla Gornja Podstrana, Grbavac, Grljevac, Miljevac, Mutogras, Sita, Strožanac Donji, Strožanac Gornji, Sveti Martin a Žminjača. Tato sídla tvořila do roku 2021 jedno velké sídlo, které bylo toho roku rozděleno na deset částí, přičemž oficiálně tyto části nesou (až na část Gornja Podstrana) na začátku název Podstrana.

## Partnerská města
Partnerskými městy Podstrany jsou chorvatský Vukovar a Murska Sobota ve Slovinsku.